# Akademische Legion (1848)

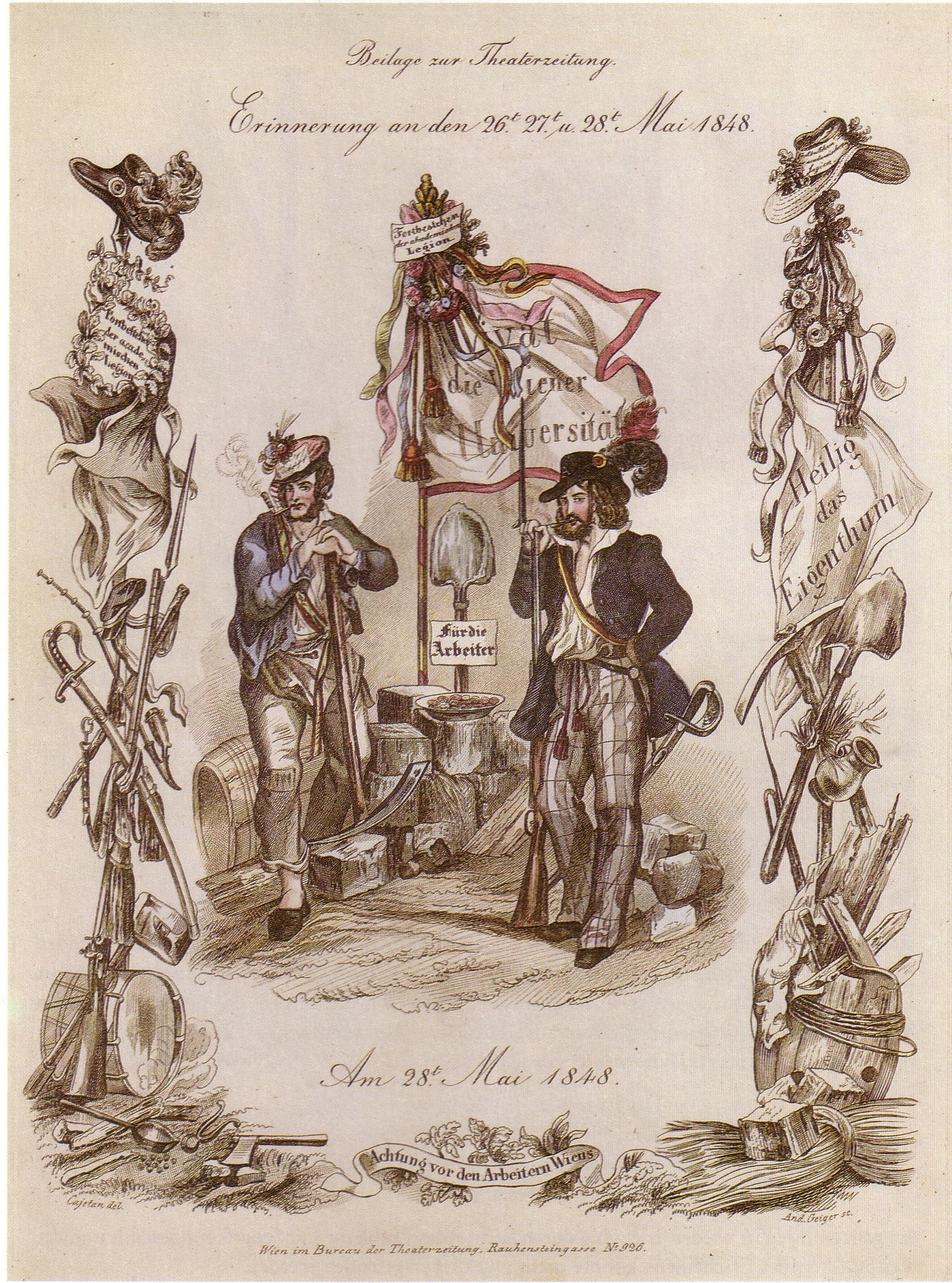
Anton Elfinger: Arbeiter und Student der Wiener Revolution im Mai 1848

Die Akademische Legion war zur Zeit der Deutschen Revolution 1848/49 ein studentisches Freikorps in Wien, Österreich.

## Geschichte

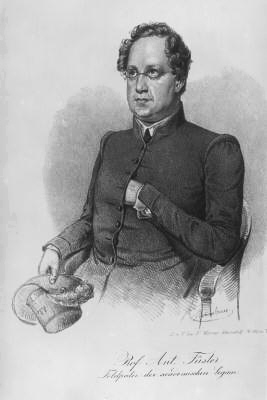
Anton Füster

Die bewaffneten Freikorps formierten sich zur Unterstützung und Erweiterung der Bürgerwehren in mehreren Universitätsstädten des Deutschen Bundes. Größere Bedeutung erlangte die Akademische Legion zu Wien. Studenten der Universität Wien und des Polytechnischen Instituts Wien schlossen sich am 13./14. März 1848 zusammen.
Die Legion war Teil der Nationalgarde. In fünf Korps waren Juristen, Mediziner, Philosophen, Polytechniker und Kunstakademiker zusammengefasst. Ein Korps bestand aus mehreren Kompanien, deren Anführer gewählt wurden. Der Legionskommandant wurde vom Oberkommandierenden der Nationalgarde ernannt. Der erste Legionskommandant war Ferdinand von Colloredo-Mannsfeld. Im Mai folgte ihm Oberst Anton Pannasch, im Oktober der Maler Joseph Matthäus Aigner. Anton Füster war Feldkaplan. Im Mai 1848 bestand die Legion aus 40 Kompanien mit 6.000 Mann. Hauptquartier war die (neue) Aula der Alten Universität. Die „Sturmpetition“ vom 15. Mai 1848 richtete sich gegen den ersten Verfassungsentwurf und führte zur Auflösung der Legion am 25. Mai 1848.
Johann Strauss (Vater) widmete ihr den Marsch der Studentenlegion. Christian Pollack hat ihn mit der Slowakischen Sinfonietta aufgenommen.

## Erfolgloser Versuch einer Wiederbelebung 1914
Am 5. August 1914, unmittelbar nach Beginn des Ersten Weltkriegs, wurde an der Wiener Universität auf einer gemeinsamen Sitzung von akademischen Korporationen die Gründung einer Akademischen Legion beschlossen, unterstützt vom damaligen Rektor Richard von Wettstein. Man bezog sich dabei auf das Vorbild der Akademischen Legion von 1848. Die militärische Führung stimmte allerdings nicht zu. Es kam lediglich zur kurzzeitigen Einrichtung einer „Akademischen Anmelde- und Auskunftsstelle für freiwillige Kriegsdienstleistung“ an der Universität Wien sowie zur ebenfalls kurzzeitigen Einrichtung einer „Chargenschule für akademische Freiwillige“. Beide Institutionen bestanden nur wenige Monate. Eine Akademische Legion kam nicht zustande.